# John Deacon
John Richard Deacon (sinh ngày 19 tháng 8 năm 1951) là một nhạc sỹ kiêm kỹ sư điện người Anh đã nghỉ hưu, được biết đến là người chơi Guitar bass cho ban nhạc Queen. Ông đã sáng tác nhiều đĩa đơn đạt xếp hạng cao của Queen, bao gồm "You're My Best Friend", "Another One Bites The Dust" và "I Want To Break Free", và nắm giữ vai trò quản lý tài chính cho ban nhạc.

## Tiểu sử
John Richard Deacon sinh ngày 19 tháng 8 năm 1951 tại Leicester, Anh có bố là Arthur Henry Deacon và mẹ là Lilian Molly Deacon. Anh có một người em gái kém mình 5 tuổi là Julie. Bố của anh làm trong công ty Norwich Union, và đến năm 1960 gia đình chuyển đến thị trấn Oadby. Deacon được biết cùng vái người bạn lập một ban nhạc của anh ấy với tên gọi 'Deaks' hay 'Deaky' và hoạt động ở trường Linden Junior tại Leicester, trường cấp 3 Gartree và trường Beauchamp Grammar tại Oadby. Anh học giỏi ở trường và anh cũng thích tham gia các hoạt động âm nhạc.

## Sự nghiệp
Deacon tham gia ban nhạc đầu tiên The Opposition năm 1965 ở tuổi 14. Anh chơi guitar mà anh mua được từ tiền của một thành viên ban nhạc Richard Young. Ông chuyển sang chơi bass sau khi một tay chơi bass bị sa thải sau khi không cải thiện cách chơi.Anh cũng là người lưu trữ của ban nhạc cắt những mẩu báo cả những đoạn quảng cáo liên quan đên The Opposition. Chơi cho ban nhạc khoảng 4 năm, Deacon chơi concert cho ban nhạc lần cuối năm 1969. Anh rời đi và học tại Chelsea College ở London. Anh trở thành một fan của ban nhạc Deep Purple.
Mặc dù anh nghỉ chơi bass, tại nhà ở Oadby, nhưng sau khi học ở London một năm,anh quyết định chơi cho một ban nhạc.Vào thời gian này Queen được thành lập bởi Freddie Mercury, Brian May, Roger Taylor và sau đó Deacon tham gia vào tháng 10 năm 1970.
Trong thời gian chơi cho ban nhạc Queen, ông cũng đã chế tạo ra Deacy, chiếc âm ly ông chế tạo cho Brian May.

## Giải nghệ
Sau sự ra đi của ca sỹ hát chính kiêm người chơi piano của nhóm, Freddie Mercury vào năm 1991, cùng với đó là sự ra đi của ông ngoại của anh vào 1997, ông chỉ tham gia cùng ban nhạc Queen trong một vài dự án âm nhạc khác rồi từ giã sự nghiệp âm nhạc năm 1997, không tham gia vào bất kỳ một dự án âm nhạc nào của ban nhạc Queen cùng với Brian May,Roger Taylor. Mặc dù vậy, ông vẫn giữ vai trò quản lý tài chính của cả nhóm. 